# Pépée (chanson)
Ne doit pas être confondu avec Pepee.
Singles de Léo Ferré
La Nuit
(1969) Verrà la morte
(1969)
Pistes de L'Été 68
Madame la misère L'Été 68
Pépée est une chanson hommage de Léo Ferré, parue sur le 33 tours L'Été 68 et sur 45 tours en 1969. Dans cette chanson, Ferré s'adresse à la défunte femelle chimpanzé adoptée en mars 1961 et morte tragiquement en avril 1968.

## Histoire
Léo Ferré et Madeleine Rabereau adoptent la guenon chimpanzé Pépée en mars 1961, alors qu'elle est encore bébé, en l'achetant à un dresseur nommé Gin, qui réalise un numéro de singes savants en première partie du spectacle auquel Ferré participe à l'Alhambra de Paris.
Dès lors, Pépée vit au château de Pechrigal en compagnie du couple. La fille de cette dernière, Annie Butor, refuse d'y vivre avec eux. Elle décrit le château comme un « zoo d'animaux en souffrance » au sein duquel vivaient des chiens, des chats, un taureau, des vaches, un cochon, des moutons, des chèvres, un poney et d'autres chimpanzés, ; un ours brun est même resté quelque temps dans le domaine. Les animaux sont libres d'aller et venir dans le château et prennent possession des lieux de manière invasive.
Pépée reste cependant l'animal préféré du couple, allant jusqu'à l'élever comme leur propre fille : la guenon a sa propre chambre, ses jouets et partage des moments avec eux tels que les repas, la sieste ou même la conduite de la voiture.
Annie doit parler de Pépée comme sa « sœur » et cela même, alors que la guenon se montre régulièrement agressive envers elle.
Au fil des années, Pépée commence à n'en faire qu'à sa tête et la vie au château devient un enfer : elle vole et déshabille les invités, mord les domestiques qui finissent par démissionner, enlève un bébé.
En mars 1968, lors d'une balade en forêt, Pépée tombe d'un arbre et se blesse gravement à la cuisse, ce qui la rend agressive, notamment envers le vétérinaire qui est incapable de lui prodiguer des soins. Éclate alors une dispute au sein du couple, dont les rapports se sont détériorés depuis plusieurs années. Léo Ferré part assurer un gala seul et à la suite d'un appel téléphonique où sa femme le menace, ne revient pas au domicile. Leur rupture est effective. Quant à Pépée, ses blessures s'aggravent et elle souffre de plus d'une gangrène.
Les circonstances exactes de la mort de Pépée restent floues, certaines sources affirmant que Madeleine a fait appel à un chasseur pour abattre la guenon, d'autres disant que c'est Madeleine elle-même qui mettra fin aux jours de l'animal d'un tir de carabine.
Le chanteur tient son épouse pour responsable de cet épisode. Le couple divorce au bout d'une longue procédure en 1973.
Pépée est enterrée dans le jardin du château de Pechrigal.

## La chanson
Quelque temps plus tard, Léo Ferré consacre une chanson à la guenon, à laquelle il donne pour titre son prénom. Pépée est présente sur l'album studio, paru en 1969, L'Été 68. La même année, il l'interprète sur la scène de Bobino (voir album live) ; elle est encore du récital à l'Olympia de Paris en 1972 (album Seul en scène).
Les chansons Tu ne dis jamais rien et Les étrangers, respectivement présentent sur les albums studio La Solitude et L'espoir, de 1971 et 1974, invoquent également Pépée.
L'album posthume, sorti en 2000, Métamec, consacre une chanson à une autre guenon chimpanzé de Ferré, Zaza (elle aussi abattue),, dans laquelle, par anthropomorphisme, il fait parler l'animal qui déclare avoir un « compte à régler, qui sait pourquoi ? [...] Si par hasard tu m' rencontres, Change dе trottoir, Tu sais pourquoi ? [...] Y a qu' toi qui l' sais salope... », démontrant que sa rancœur est toujours aussi vive.

## Forme
Texte et musique sont de Léo Ferré, les arrangements de Jean-Michel Defaye.

## 45 tours
- Face A : Pépée - 4:32
- Face B : L'Idole - 4:14

### Production
- Arrangements et direction musicale : Jean-Michel Defaye
- Prise de son : Gerhard Lehner
- Production exécutive : Richard Marsan

## Reprises
Cette chanson a été chantée par Renée Claude (1994), Bell Œil (2003), From & Ziel (2012) et le collectif rap La Vie d'artiste (2014), entre autres, cf Liste des interprètes de Léo Ferré.